# Stazione di Lubiana Rakovnik
La stazione di Lubiana Rakovnik (in sloveno Železniška postaja Ljubljana Rakovnik) è una stazione ferroviaria posta sulla linea ferroviaria Lubiana-Metlika. Serve il comune di Lubiana e i sobborghi sud-orientali di Lubiana di Rakovnik e Galjevica.